# مايكل لوماكس (ملاكم)
مايكل لوماكس (بالإنجليزية: Michael Lomax)‏ مواليد 25 سبتمبر 1978 في لندن، هو ملاكم محترف إنجليزي يصنف ضمن فئة وزن الوسط.

## إحصائيات
خاض خلال مسيرته 30 نزالا، فاز في 22 وتعادل في 1 وخسر في 7. فاز بالضربة القاضية في نزالين.

## روابط خارجية
- مايكل لوماكس على موقع بوكس ريك (الإنجليزية) (registration required)